# U型アドコックアンテナ
U型アドコックアンテナ（ユーがたアドコックアンテナ）は、無線通信用アンテナの一種である。電波の発生源の方向を探知する受信用途に用いられる。
構造は、水平型ダイポール・アンテナのエレメントの先端を垂直上方に折り曲げ、水平部分をシールド（金属管などで覆い、アースに接続）したものである。形状は左右対称である。両端の垂直エレメントに生じた起電力の差が出力されるため、アンテナの方向と受信出力の関係を調べれば、電波の発生源の方向を知ることができる。